# Icosiano
En matemáticas, los icosianos son un conjunto específico de cuaterniones Hamiltonianos con la misma simetría que el hexacosicoron. El término puede ser utilizado para referirse a dos términos relacionados, pero distintos:
- El grupo icosiano: un grupo multiplicativo de 120 cuaterniones, posicionados en los vértices de un hexacosicoron de radio 1. Este grupo es isomórfico al grupo icosaédrico binario de orden 120.
- El anillo icosiano: todas las sumas finitas del icosiano de 120 unidades

## Unidades
El icosiano de 120 unidades, el cual forma el grupo icosiano, son todas permutaciones pares de:
- 8 icosianos de la forma {\displaystyle {\tfrac {1}{2}}(\pm 2,0,0,0)}
- 16 icosianos de la forma {\displaystyle {\tfrac {1}{2}}(\pm 1,\pm 1,\pm 1,\pm 1)}
- 96 icosianos de la forma {\displaystyle {\tfrac {1}{2}}(0,\pm 1,\pm \psi ,\pm \varphi )}

En este caso, el vector {\displaystyle (a,b,c,d)} se refiere al cuaternión {\displaystyle a+bi+cj+dk}, mientras que {\displaystyle \psi } y {\displaystyle \varphi } representan los números {\displaystyle {\tfrac {1\pm {\sqrt {5}}}{2}}.} Estos 120 vectores forman el sistema de raíz H4, con un grupo de Weyl de orden 14400. En adición a los icosianos de 120 unidades formando los vértices de un hexacosicoron, 600 icosianos de norma 2 forman los vértices hecatonicosacoron. Otros subgrupos de icosianos corresponden al teseracto, hexadecacoron y icositetracoron.

## Anillo icosiano
Los icosianos se encuentran en el campo dorado, {\displaystyle (a+b{\sqrt {5}})i}, {\displaystyle (a+b{\sqrt {5}})i+(c+d{\sqrt {5}})j+(e+f{\sqrt {5}})k+(g+h{\sqrt {5}}),} donde las ocho variables son racionales. Curiosamente, este cuaternión es sólo un icosiano si el vector {\displaystyle (a,b,c,d,e,f,g,h)} es un punto en la red E8.